# Sava (Apulien)
Sava ist eine Stadt in der Region Apulien in Italien.

## Geografie
Sava hat 15.262 Einwohner (Stand 31. Dezember 2023). Es liegt in der italienischen Provinz Tarent. Die Gemarkung umfasst eine Fläche von 44 km².
Die Nachbargemeinden sind Fragagnano, Francavilla Fontana, Lizzano, Manduria, Maruggio, San Marzano di San Giuseppe und Torricella.

## Verkehr
Der Bahnhof von Sava liegt an der Bahnstrecke Martina Franca–Lecce.

## Söhne und Töchter
- Giovanni Battista Pichierri (1943–2017), römisch-katholischer Geistlicher und Erzbischof von Trani-Barletta-Bisceglie-Nazareth